# Bovel
Bovel – miejscowość i gmina we Francji, w regionie Bretania, w departamencie Ille-et-Vilaine.
Według danych na rok 1990 gminę zamieszkiwały 312 osoby, a gęstość zaludnienia wynosiła 21 osób/km² (wśród 1269 gmin Bretanii Bovel plasuje się na 936. miejscu pod względem liczby ludności, natomiast pod względem powierzchni na miejscu 668.).